# Lista de vereadores de Jataí
Esta é a lista dos vereadores de Jataí, município brasileiro do estado de Goiás.
A Câmara Municipal de Jataí é composta por 10 vereadores, diferentemente do que em anos anteriores que era de 15 cadeiras, desde 2004, quando, por determinação do TSE, as cidades passaram a ter um número de vereadores equivalente à sua população. O prédio da Câmara chama-se Palácio das Abelhas e o plenário denomina-se João Justino de Oliveira.

## 20ª Legislatura (2021–2024)
Estes são os vereadores eleitos nas eleições de 15 de novembro de 2020, pelo período de 1° de janeiro de 2021 a 31 de dezembro de 2024:
| Mesa Diretora (2021-2022)[2]        |                       |                        |                           |
| Nome                                | Início do mandato     | Fim do mandato         | Cargo                     |
| Marina Silveira Martins (Cidadania) | 1º de janeiro de 2021 | 31 de dezembro de 2022 | Presidente da Câmara      |
| Alessandra Oliveira Freitas (MDB)   | 1º de janeiro de 2021 | 31 de dezembro de 2022 | Vice-presidente da Câmara |
| Durval Gomes de Oliveira Jr. (Rep;) | 1º de janeiro de 2021 | 31 de dezembro de 2022 | Secretário                |

|    | Nome                                                                  | Partido                                | Votos | %    | Observações |
| -- | --------------------------------------------------------------------- | -------------------------------------- | ----- | ---- | ----------- |
| 1  | Marina Silveira Martins (2021-2022) (Jataí, 08.09.1966–)              | Cidadania                              | 1.505 | 3,60 | 1º mandato  |
| 2  | Alessandra Oliveira Freitas, do Adote (Jataí, 20.12.1970–)            | Movimento Democrático Brasileiro (MDB) | 1.479 | 3,54 | 1º mandato  |
| 3  | Adilson de Carvalho (Jataí, 09.03.1956–)                              | Movimento Democrático Brasileiro (MDB) | 1.330 | 3,18 | 8º mandato  |
| 4  | Marcos Patrick de Castro Gomes (Goiânia, 17.01.1994–)                 | Democracia Cristã (DC)                 | 1.211 | 2,90 | 1º mandato  |
| 5  | Durval Gomes de Oliveira, Júnior da Sucesso (Jataí, 29.12.1981–)      | Republicanos                           | 1.103 | 2,64 | 1º mandato  |
| 6  | Carlos Eduardo Canzi, Carlinhos Canzi (Jataí, 20.05.1991–)            | Cidadania                              | 1.099 | 2,63 | 1º mandato  |
| 7  | Vicente José Mantelli (Colorado, 06.02.1950–)                         | Progressistas (PP)                     | 1.084 | 2,59 | 1º mandato  |
| 8  | Abimael Souza Silva, Abimael da TV (Jataí, 20.07.1978–)               | Partido Trabalhista Cristão (PTC)      | 1.082 | 2,59 | 2º mandato  |
| 9  | Genilson dos Santos Silva, Cantor Genilso Santos (Jataí, 13.08.1977–) | Partido Social Cristão (PSC)           | 791   | 1,89 | 1º mandato  |
| 10 | Deuzair Assis da Silva, Deuzair Parente (Jataí, 11.03.1968–)          | Democracia Cristã (DC)                 | 729   | 1,74 | 1º mandato  |

## 19ª Legislatura (2017–2020)
Estes são os vereadores eleitos nas eleições de 2 de outubro de 2016, pelo período de 1° de janeiro de 2017 a 31 de dezembro de 2020:
| Mesa Diretora (2019-2020)                                      |                       |                        |                           |
| Nome                                                           | Início do mandato     | Fim do mandato         | Cargo                     |
| Mauro Bento Filho (até 04.2019. Afastado por decisão judicial) | 1º de janeiro de 2019 | 31 de dezembro de 2020 | Presidente da Câmara      |
| Katia Carvalho (Presidente da Câmara desde 04.2019 em diante)  | 1º de janeiro de 2019 | 31 de dezembro de 2020 | Vice-presidente da Câmara |
| Adilson de Carvalho                                            | 1º de janeiro de 2019 | 31 de dezembro de 2020 | Secretário                |

| Mesa Diretora (2017-2018)[2] |                       |                        |                           |
| Nome                         | Início do mandato     | Fim do mandato         | Cargo                     |
| Adilson de Carvalho          | 1º de janeiro de 2017 | 31 de dezembro de 2018 | Presidente da Câmara      |
| Thiago Silvestre Maggioni    | 1º de janeiro de 2017 | 31 de dezembro de 2018 | Vice-presidente da Câmara |
| David Pires de Souza         | 1º de janeiro de 2017 | 31 de dezembro de 2018 | Secretário                |

|    | Nome                                                                       | Partido                                            | Votos | %    | Observações                                                        |
| -- | -------------------------------------------------------------------------- | -------------------------------------------------- | ----- | ---- | ------------------------------------------------------------------ |
| 1  | Marcos Antonio Ferreira da Luz (Caçu, 11.08.1967–)                         | Partido Democrático Trabalhista (PDT)              | 2.591 | 5,36 | 3º mandato Teve cassado o mandato em Plenário em 22.11.2019        |
| 2  | Adilson de Carvalho (2017-2018) (Jataí, 09.03.1956–)                       | Partido do Movimento Democrático Brasileiro (PMDB) | 1.975 | 4,08 | 7º mandato                                                         |
| 3  | Thiago Silvestre Maggioni (Uberaba, 15.12.1989–)                           | Partido da Social Democracia Brasileira (PSDB)     | 1.770 | 3,66 | 2º mandato. Licenciado por 120 dias retornando em janeiro de 2019  |
| 4  | Gildenício Francisco dos Santos (Coribe, 01.09.1967–)                      | Partido do Movimento Democrático Brasileiro (PMDB) | 1.624 | 3,36 | 3º mandato Teve cassado o mandato em Plenário em 24.10.2019        |
| 5  | Mauro Antonio Bento Filho (01.2019 a 04.2019) (Jataí, 10.10.1974–)         | Partido do Movimento Democrático Brasileiro (PMDB) | 1.391 | 2,87 | 3º mandato Retoma o cargo em 07.10.2019                            |
| 6  | José Antonio Prado Nunes Carvalho, Carapo (Jataí, 29.01.1981–)             | Partido Trabalhista Nacional (PTN)                 | 1.375 | 2,84 | 1º mandato                                                         |
| 7  | Agustinho de Carvalho Filho, Carvalhinho (Jataí, 16.05.1974–)              | Solidariedade (SD)                                 | 1.373 | 2,84 | 1º mandato                                                         |
| 8  | Katia Aparecida Martins de Carvalho (04.2019-2020) (Mineiros, 13.02.1967–) | Solidariedade (SD)                                 | 1.369 | 2,83 | 1º mandato                                                         |
| 9  | David Pires de Souza, Major Davi (Goiânia, 17.07.1968–)                    | Partido Progressista (PP)                          | 1.354 | 2,80 | 1º mandato                                                         |
| 10 | João Rosa Leal (Jataí, 27.12.1945–)                                        | Partido da Social Democracia Brasileira (PSDB)     | 1.349 | 2,79 | 3º mandato                                                         |
| —  | Carlos Henrique Miranda (Itambaracá, 05.03.1967–)                          | Partido do Movimento Democrático Brasileiro (PMDB) | 1.311 | 2,71 | 2º mandato. Toma posse em 05.11.2019 no lugar de Gildenício Santos |
| —  | Pastor Luiz Carlos Cabral dos Anjos (Aragarças, 02.04.1960–)               | Partido da Social Democracia Brasileira (PSDB)     | 1.086 | 2,24 | 2º mandato. Toma posse em 10.08.2018 no lugar de Thiago Maggioni   |
| —  | Creso de Oliveira Vilela (Jataí, 06.04.1971–)                              | Partido do Movimento Democrático Brasileiro (PMDB) | 1.070 | 2,21 | 1º mandato. Toma posse em 05.12.2019 no lugar de Marcos Antonio    |

## 18ª Legislatura (2013–2016)
Estes são os vereadores eleitos nas eleições de 7 de outubro de 2012, pelo período de 1° de janeiro de 2013 a 31 de dezembro de 2016:
| Mesa Diretora (2015-2016)[2]        |                       |                        |                           |
| Nome                                | Início do mandato     | Fim do mandato         | Cargo                     |
| Marcos Antonio do Quartel           | 1º de janeiro de 2015 | 31 de dezembro de 2016 | Presidente da Câmara      |
| Nilton César Nascimento Souza, Soró | 1º de janeiro de 2015 | 31 de dezembro de 2016 | Vice-presidente da Câmara |
| Adilson de Carvalho                 | 1º de janeiro de 2015 | 31 de dezembro de 2016 | Secretário                |

| Mesa Diretora (2013-2014)[1] |                       |                        |                           |
| Nome                         | Início do mandato     | Fim do mandato         | Cargo                     |
| Adilson Carvalho             | 1º de janeiro de 2013 | 31 de dezembro de 2014 | Presidente da Câmara      |
| João Rosa Leal               | 1º de janeiro de 2013 | 31 de dezembro de 2014 | Vice-presidente da Câmara |
| Geovaci Peres                | 1º de janeiro de 2013 | 31 de dezembro de 2014 | Secretário                |

|    | Nome                                                                          | Partido                                            | Votos | %    | Observações |
| -- | ----------------------------------------------------------------------------- | -------------------------------------------------- | ----- | ---- | ----------- |
| 1  | Marcos Antonio Ferreira da Luz, Marcos Antonio do Quartel (Caçu, 11.08.1967–) | Partido Democrático Trabalhista (PDT)              | 2.386 | 4,94 | 2º mandato  |
| 2  | Dr. Gildenício Francisco dos Santos (Coribe, 01.09.1967–)                     | Partido do Movimento Democrático Brasileiro (PMDB) | 2.378 | 4,93 | 2º mandato  |
| 3  | Geovaci Perez de Castro, Geovaci Peres (Jataí, 06.10.1962–)                   | Partido do Movimento Democrático Brasileiro (PMDB) | 2.101 | 4,35 | 5º mandato  |
| 4  | Adilson de Carvalho (Jataí, 09.03.1956–)                                      | Partido do Movimento Democrático Brasileiro (PMDB) | 1.851 | 3,83 | 6º mandato  |
| 5  | Mauro Antonio Bento Filho (Jataí, 10.10.1974–)                                | Partido Humanista da Solidariedade (PHS)           | 1.839 | 3,81 | 2º mandato  |
| 6  | Genio Eurípedes Cabral de Assis (Jataí, 29.08.1954–)                          | Partido do Movimento Democrático Brasileiro (PMDB) | 1.750 | 3,63 | 4º mandato  |
| 7  | João Rosa Leal (Jataí, 27.12.1945–)                                           | Partido da República (PR)                          | 1.687 | 3,49 | 2º mandato  |
| —  | Carlos Henrique Miranda (Itambaracá, 05.03.1967–)                             | Partido do Movimento Democrático Brasileiro (PMDB) | 1.614 | 3,34 | 1º mandato  |
| 8  | Thiago Silvestre Maggioni (Uberaba, 15.12.1989–)                              | Partido da Social Democracia Brasileira (PSDB)     | 1.437 | 2,98 | 1º mandato  |
| 9  | Nilton César Nascimento Souza, Soró (Jataí, 06.09.1968–)                      | Partido Socialista Brasileiro (PSB)                | 1.059 | 2,19 | 1º mandato  |
| 10 | Vinícius de Cecílio Luz (Jataí, 22.11.1975–)                                  | Partido da Social Democracia Brasileira (PSDB)     | 787   | 1,63 | 1º mandato  |

## 17ª Legislatura (2009–2012)
Estes são os vereadores eleitos nas eleições de 5 de outubro de 2008, pelo período de 1° de janeiro de 2009 a 31 de dezembro de 2012:
| Mesa Diretora (2011-2012)      |                       |                        |                           |
| Nome                           | Início do mandato     | Fim do mandato         | Cargo                     |
| Geovaci Peres de Castro        | 1º de janeiro de 2011 | 31 de dezembro de 2012 | Presidente da Câmara      |
| Marcos Antônio Ferreira da Luz | 1º de janeiro de 2011 | 31 de dezembro de 2012 | Vice-presidente da Câmara |
| Mauro Antônio Bento Filho      | 1º de janeiro de 2011 | 31 de dezembro de 2012 | Secretário                |

| Mesa Diretora (2009-2010)       |                       |                        |                           |
| Nome                            | Início do mandato     | Fim do mandato         | Cargo                     |
| Gênio Eurípedes Cabral de Assis | 1º de janeiro de 2009 | 31 de dezembro de 2010 | Presidente da Câmara      |
| Vilma Feitosa                   | 1º de janeiro de 2009 | 31 de dezembro de 2010 | Vice-presidente da Câmara |
| Luiz Carlos Cabral dos Anjos    | 1º de janeiro de 2009 | 31 de dezembro de 2010 | Secretário                |

|    | Nome                                                                          | Partido                                            | Votos | %    | Observações |
| -- | ----------------------------------------------------------------------------- | -------------------------------------------------- | ----- | ---- | ----------- |
| 1  | Gênio Eurípedes Cabral de Assis (Jataí, 29.08.1954–)                          | Partido do Movimento Democrático Brasileiro (PMDB) | 2.523 | 5,17 | 3º mandato  |
| 2  | Mauro Antonio Bento Filho (Jataí, 10.10.1974–)                                | Partido Humanista da Solidariedade (PHS)           | 1.979 | 4,05 | 1º mandato  |
| 3  | João Rosa Leal (Jataí, 27.12.1945–)                                           | Partido da República (PR)                          | 1.739 | 3,56 | 1º mandato  |
| 4  | Adilson de Carvalho (Jataí, 09.03.1956–)                                      | Partido do Movimento Democrático Brasileiro (PMDB) | 1.417 | 2,90 | 5º mandato  |
| 5  | Nelson Antonio da Silva (Jataí, 11.01.1943–)                                  | Partido Popular Socialista (PPS)                   | 1.391 | 2,85 | 1º mandato  |
| 6  | Geovaci Perez de Castro, Geovaci Bom Pra Jataí (Jataí, 06.10.1962–)           | Partido do Movimento Democrático Brasileiro (PMDB) | 1.365 | 2,80 | 4º mandato  |
| 7  | Luiz Carlos Cabral dos Anjos, Pastor Luiz Carlos (Aragarças, 02.04.1960–)     | Partido da Social Democracia Brasileira (PSDB)     | 1.349 | 2,76 | 1º mandato  |
| 8  | Vilma Ribeiro Magalhães Feitosa (Itarumã, 28.11.1965–)                        | Partido da República (PR)                          | 1.069 | 2,19 | 1º mandato  |
| 9  | Ediglan da Silva Maia (Jataí, 14.10.1962–)                                    | Partido da Social Democracia Brasileira (PSDB)     | 996   | 2,04 | 3º mandato  |
| 10 | Marcos Antonio Ferreira da Luz, Marcos Antonio do Quartel (Caçu, 11.08.1967–) | Partido Democrático Trabalhista (PDT)              | 795   | 1,63 | 1º mandato  |

## 16ª Legislatura (2005–2008)
Estes são os vereadores eleitos nas eleições de 3 de outubro de 2004, pelo período de 1° de janeiro de 2005 a 31 de dezembro de 2008:
| Mesa Diretora (2008)            |                       |                        |                              |
| Nome                            | Início do mandato     | Fim do mandato         | Cargo                        |
| Ediglan da Silva Maia           | 1º de janeiro de 2008 | 31 de dezembro de 2008 | Presidente da Câmara         |
| João Wesley Cabral de Moura     | 1º de janeiro de 2008 | 31 de dezembro de 2008 | 1º Vice-presidente da Câmara |
| Geovaci Peres de Castro         | 1º de janeiro de 2008 | 31 de dezembro de 2008 | 2º Vice-presidente da Câmara |
| Gênio Eurípedes Cabral de Assis | 1º de janeiro de 2008 | 31 de dezembro de 2008 | 1º Secretário                |
| Soraia Rodrigues Chaves (PSDB)  | 1º de janeiro de 2008 | 31 de dezembro de 2008 | 2ª Secretária                |

|    | Nome                                                                     | Partido                                            | Votos | %     | Observações |
| -- | ------------------------------------------------------------------------ | -------------------------------------------------- | ----- | ----- | ----------- |
| 1  | Maria José da Silva Lemes, Maria José do Núcleo (Mineiros, 07.03.1953–)  | Partido Trabalhista Brasileiro (PTB)               | 5.008 | 11,20 | 1º mandato  |
| 2  | Geovaci Peres de Castro (Jataí, 06.10.1962–)                             | Partido do Movimento Democrático Brasileiro (PMDB) | 1.595 | 3,57  | 3º mandato  |
| 3  | Gênio Eurípedes Cabral de Assis (Jataí, 29.08.1954–)                     | Partido do Movimento Democrático Brasileiro (PMDB) | 1.518 | 3,39  | 2º mandato  |
| 4  | Soraia Rodrigues Chaves (2007) (Jataí, 03.09.1962–)                      | Partido Socialista Brasileiro (PSB)                | 1.507 | 3,37  | 1º mandato  |
| 5  | Alcides Peregrino Fazolino, Dr. Cidão (Uberaba, 18.03.1952–)             | Partido Trabalhista Brasileiro (PTB)               | 1.504 | 3,36  | 3º mandato  |
| 6  | Adilson de Carvalho (Jataí, 09.03.1956–)                                 | Partido do Movimento Democrático Brasileiro (PMDB) | 1.490 | 3,33  | 4º mandato  |
| 7  | João Wesley Cabral de Moura, Dr. João Wesley (2006) (Jataí, 25.11.1955–) | Partido Progressista (PP)                          | 1.262 | 2,82  | 2º mandato  |
| 8  | Abimael Souza Silva, Abimael da TV (Jataí, 20.07.1978–)                  | Partido Liberal (PL)                               | 1.199 | 2,68  | 1º mandato  |
| 9  | André Pires do Nascimento, André da Galera (Brasília, 31.12.1970–)       | Partido Liberal (PL)                               | 892   | 1,99  | 1º mandato  |
| 10 | Ediglan da Silva Maia (2005) e (2008) (Jataí, 14.10.1962–)               | Partido da Social Democracia Brasileira (PSDB)     | 799   | 1,79  | 2º mandato  |
| —  | Rodrigo Garcia Silva (Jataí, 18.02.1982–)                                | Partido Liberal (PL)                               | 775   | 1,73  | 1º mandato  |

## 15ª Legislatura (2001–2004)
Estes são os vereadores eleitos nas eleições de 1º de outubro de 2000, pelo período de 1° de janeiro de 2001 a 31 de dezembro de 2004:
|    | Nome                                                   | Partido                                            | Votos | %    | Observações                       |
| -- | ------------------------------------------------------ | -------------------------------------------------- | ----- | ---- | --------------------------------- |
| 1  | Adilson Carvalho de Morais (Jataí, 27.09.1966–)        | Partido da Social Democracia Brasileira (PSDB)     | 2.409 | 6,02 | 1º mandato                        |
| 2  | Leandro Vilela Veloso (2001) (Jataí, 07.11.1975–)      | Partido do Movimento Democrático Brasileiro (PMDB) | 2.141 | 5,35 | 2º mandato                        |
| 3  | Osmar Francisco de Souza (Jataí, 09.06.1948–)          | Partido Socialista Brasileiro (PSB)                | 1.378 | 3,44 | 1º mandato                        |
| 4  | Geovaci Peres de Castro (2004) (Jataí, 06.10.1962–)    | Partido do Movimento Democrático Brasileiro (PMDB) | 1.247 | 3,11 | 2º mandato                        |
| 5  | Sebastião Assis Carvalho (Jataí, 19.11.1959–)          | Partido do Movimento Democrático Brasileiro (PMDB) | 1.170 | 2,92 | 2º mandato                        |
| 6  | Adilson de Carvalho (2003) (Jataí, 09.03.1956–)        | Partido do Movimento Democrático Brasileiro (PMDB) | 1.115 | 2,78 | 3º mandato                        |
| 7  | João Wesley Cabral de Moura (Jataí, 25.11.1955–)       | Partido Progressista (PP)                          | 1.042 | 2,60 | 1º mandato                        |
| 8  | Alcântara de Carvalho Neto (Jataí, 19.05.1957–)        | Partido do Movimento Democrático Brasileiro (PMDB) | 1.030 | 2,57 | 2º mandato                        |
| —  | Gildenício Francisco dos Santos (Coribe, 01.09.1967–)  | Partido do Movimento Democrático Brasileiro (PMDB) | 1.019 | 2,54 | 1º mandato Tomou posse em 02.2003 |
| 9  | Ediglan da Silva Maia (Jataí, 14.10.1962–)             | Partido da Social Democracia Brasileira (PSDB)     | 869   | 2,17 | 1º mandato                        |
| 10 | Carlone Alves de Assis (2002) (Jataí, 30.07.1964–)     | Partido Liberal (PL)                               | 758   | 1,89 | 2º mandato                        |
| 11 | Cidália Vilela (Jataí, 25.02.1925–27.01.2012)          | Partido da Frente Liberal (PFL)                    | 716   | 1,79 | 3º mandato                        |
| 12 | Maria Euzébia de Lima, Bia (Serranópolis, 26.11.1964–) | Partido dos Trabalhadores (PT)                     | 644   | 1,61 | 2º mandato                        |
| 13 | Alcides Peregrino Fazolino (Uberaba, 18.03.1952–)      | Partido Trabalhista Brasileiro (PTB)               | 630   | 1,57 | 2º mandato                        |
| 14 | Eulando Faria Borges (Santa Vitória, 17.10.1939–)      | Partido Progressista (PP)                          | 497   | 1,24 | 3º mandato                        |
| 15 | Erasmo Rosa da Silva (Jataí, 14.11.1951–)              | Partido da Social Democracia Brasileira (PSDB)     | 495   | 1,24 | 1º mandato                        |

## 14ª Legislatura (1997–2000)
Estes são os vereadores eleitos nas eleições de 3 de outubro de 1996, pelo período de 1° de janeiro de 1997 a 31 de dezembro de 2000:
|    | Nome                                                                | Partido                                            | Votos | %    | Observações |
| -- | ------------------------------------------------------------------- | -------------------------------------------------- | ----- | ---- | ----------- |
| 1  | Rui Carlos Ferreira (1998) (Pires do Rio, 31.01.1949–)              | Partido Social Trabalhista (PST)                   | 1.382 | 4,16 | 1º mandato  |
| 2  | Cilene Maria de Moraes Guimarães (1997) (Serranópolis, 04.07.1949–) | Partido do Movimento Democrático Brasileiro (PMDB) | 1.258 | 3,79 | 2º mandato  |
| 3  | Adilson de Carvalho (Jataí, 09.03.1956–)                            | Partido do Movimento Democrático Brasileiro (PMDB) | 1.044 | 3,14 | 2º mandato  |
| 4  | Sebastião Assis Carvalho (Jataí, 19.11.1959–)                       | Partido do Movimento Democrático Brasileiro (PMDB) | 1.004 | 3,02 | 1º mandato  |
| 5  | Maria Euzébia de Lima (Serranópolis, 26.11.1964–)                   | Partido dos Trabalhadores (PT)                     | 990   | 2,98 | 1º mandato  |
| 6  | Carlone Alves de Assis (Jataí, 30.07.1964–)                         | Partido Liberal (PL)                               | 935   | 2,82 | 1º mandato  |
| 7  | Izálter Francisco de Souza (Mineiros, 11.06.1956–)                  | Partido do Movimento Democrático Brasileiro (PMDB) | 931   | 2,80 | 1º mandato  |
| 8  | Leandro Vilela Veloso (Jataí, 07.11.1975–)                          | Partido do Movimento Democrático Brasileiro (PMDB) | 923   | 2,78 | 1º mandato  |
| 9  | Cidália Vilela (Jataí, 25.02.1925–27.01.2012)                       | Partido da Frente Liberal (PFL)                    | 904   | 2,72 | 2º mandato  |
| 10 | Geovaci Peres de Castro (Jataí, 06.10.1962–)                        | Partido Social Trabalhista (PST)                   | 874   | 2,63 | 1º mandato  |
| 11 | Fernando Henrique Peres (1999) (Serranópolis, 20.04.1957–)          | Partido Liberal (PL)                               | 779   | 2,35 | 1º mandato  |
| 12 | Alcântara de Carvalho Neto (2000) (Jataí, 19.05.1957–)              | Partido Social Trabalhista (PST)                   | 769   | 2,32 | 1º mandato  |
| 13 | Manoel de Freitas Vieira (Jataí, 21.12.1935–)                       | Partido dos Trabalhadores (PT)                     | 765   | 2,30 | 1º mandato  |
| 14 | Plínio Sebastião Ortiz Oliveira (Palmeira das Missões, 19.10.1957–) | Partido Liberal (PL)                               | 763   | 2,30 | 1º mandato  |
| 15 | Fernando Fernandes Pinto (Goiânia, 28.02.1941–)                     | Partido da Frente Liberal (PFL)                    | 682   | 2,05 | 1º mandato  |

## 12ª Legislatura (1989–1992)
Estes são os vereadores eleitos nas eleições de 15 de novembro de 1988, pelo período de 1° de janeiro de 1989 a 31 de dezembro de 1992:
|    | Nome                                                             | Partido                                            | Votos | Observações |
| -- | ---------------------------------------------------------------- | -------------------------------------------------- | ----- | ----------- |
| 1  | Alcides Peregrino Fazolino (Uberaba, 18.03.1952–)                |                                                    |       | 1º mandato  |
| 2  | Angelino Francisco Barros (Bom Jardim de Goiás, 02.10.1950–)     | Partido do Movimento Democrático Brasileiro (PMDB) | 1.054 | 1º mandato  |
| 3  | Beltrônio Ferreira de Melo Filho (1991) (Jataí, 03.11.1960–)     | Partido do Movimento Democrático Brasileiro (PMDB) |       | 1º mandato  |
| 4  | Cidália Vilela (Jataí, 25.02.1925–27.01.2012)                    |                                                    |       | 1º mandato  |
| 5  | Cilene Maria de Moraes Guimarães (Serranópolis, 04.07.1949–)     | Partido do Movimento Democrático Brasileiro (PMDB) |       | 1º mandato  |
| 6  | Eulando Faria Borges (Santa Vitória (Minas Gerais), 17.10.1939–) |                                                    |       | 2º mandato  |
| 7  | Eurípedes de Assis (1989-1990) (Itarumã, 13.08.1950–)            |                                                    | 1.100 | 1º mandato  |
| 8  | Geovan Freitas Carvalho (Jataí, 18.01.1964–)                     | Partido do Movimento Democrático Brasileiro (PMDB) |       | 1º mandato  |
| 9  | Jailton Paulo Naves (Jataí, 17.05.1957–)                         | Partido da Frente Liberal (PFL)                    | 780   | 1º mandato  |
| 10 | José Baldo                                                       |                                                    |       | 1º mandato  |
| 11 | Lays França Rodrigues                                            |                                                    |       | 1º mandato  |
| 12 | Luiz Abatuir Assis (1992)                                        | Partido do Movimento Democrático Brasileiro (PMDB) |       | 3º mandato  |
| 13 | Marcos Bitencourt Ferreira (?, ?–Jataí, 17.12.2011)              |                                                    |       | 1º mandato  |
| 14 | Roberto de Souza (??, 07.05.1960–)                               | Partido do Movimento Democrático Brasileiro (PMDB) |       | 1º mandato  |
| 15 | Valdeman Valdir Martins da Silva                                 |                                                    |       | 1º mandato  |

## 3ª Legislatura (1951–1955)
|    | Nome                                                                   | Partido                          | Votos | Observações |
| -- | ---------------------------------------------------------------------- | -------------------------------- | ----- | ----------- |
| 1  | Izidoro Goulart de Andrade                                             | Partido Social Democrático (PSD) | 373   | 2º mandato  |
| 2  | Nestor Garcia de Assis (Jataí, 11.02.1903–)                            | Partido Social Democrático (PSD) | 348   | 2º mandato  |
| 3  | Walkírio Carneiro de Barros (1951-1955) (Jataí, 09.09.1905–14.07.1998) | Partido Social Democrático (PSD) | 330   | 2º mandato  |
| 4  | Olavo Sérvulo de Lima (Jataí, 23.12.1902–10.12.1973)                   | Partido Social Democrático (PSD) | 326   | 1º mandato  |
| 5  | Domingos de Oliveira França (Jataí, 08.11.1904–Goiânia, 18.03.1975)    | União Democrática Nacional (UDN) | 204   | 1º mandato  |
| 6  | José Pereira Rezende (Jataí, ?–02.03.1964)                             | União Democrática Nacional (UDN) | 197   | 2º mandato  |
| 7  | José Luiz Borges                                                       |                                  |       | 1º mandato  |
| 8  | Sidney Ferreira (Jataí, 28.02.1909–24.02.1992)                         | União Democrática Nacional (UDN) |       | 1º mandato  |
| 9  | Sebastião Herculano de Souza (?, ?–Jataí, 06.09.1981)                  | Partido Social Democrático (PSD) | 218   | 2º mandato  |
| 10 | Acácio Zaiden (?, ?–Goiânia, 31.03.1995)                               | Partido Social Democrático (PSD) | 191   | 1º mandato  |
| 11 | Pedro Ottoni de Carvalho                                               | Partido Social Democrático (PSD) | 166   | 1º mandato  |
| 12 | Epaminondas Vieira Cunha (?, ?–27.01.2009)                             | Partido Social Democrático (PSD) | 83    | 1º mandato  |
| 13 | Miguel Gonçalves da Silva                                              | União Democrática Nacional (UDN) | 81    | 1º mandato  |
| 14 | José Tosta de Carvalho                                                 |                                  |       | 1º mandato  |
| 15 | Joaquim Brasileiro Machado                                             |                                  |       | 1º mandato  |

## 2ª Legislatura (1947–1950)
Estes são os vereadores eleitos nas eleições de 23 de novembro de 1947, assumindo seus cargos em 2 de dezembro do mesmo ano:
|    | Nome                                                                | Partido                          | Votos | Observações         |
| -- | ------------------------------------------------------------------- | -------------------------------- | ----- | ------------------- |
| 1  | Aristóteles de Rezende                                              | União Democrática Nacional (UDN) | 229   | Cassado em 1949     |
| 2  | Izidoro Goulart de Andrade                                          | Partido Social Democrático (PSD) | 205   | Vice-presidente     |
| 3  | Miguel Rodrigues da Silva                                           | Partido Social Democrático (PSD) | 194   | 1º mandato          |
| 4  | Domingos de Oliveira França (Jataí, 08.11.1904–Goiânia, 18.03.1975) | União Democrática Nacional (UDN) | 193   | 1º mandato          |
| 5  | Sebastião Herculano de Souza (?, ?–Jataí, 06.09.1981)               | Partido Social Democrático (PSD) | 179   | 1º mandato          |
| 6  | Walkírio Carneiro Barros (1947-1950) (Jataí, 09.09.1905–14.07.1998) | Partido Social Democrático (PSD) | 176   | 1º mandato          |
| 7  | Silvestre de Carvalho (?, 06.11.1904–13.07.1973)                    | Partido Social Democrático (PSD) | 163   | 1º mandato          |
| 8  | Waldemar Zaiden (?, 17.07.1906–10.08.1996)                          | União Democrática Nacional (UDN) | 135   | 1º mandato          |
| 9  | Nestor Garcia de Assis (Jataí, 11.02.1903–)                         | Partido Social Democrático (PSD) | 94    | 1º mandato          |
| 10 | José Feliciano Ferreira (Jataí, 15.12.1916–Goiânia, 23.03.2009)     | Partido Social Democrático (PSD) | 143   | 1º mandato          |
| 11 | João Sabino Peres                                                   | Partido Social Democrático (PSD) | 135   | 1º mandato          |
| 12 | José Pereira Rezende (Jataí, ?–02.03.1964)                          | União Democrática Nacional (UDN) | 115   | 1º mandato          |
| 13 | Luziano Dias de Freitas                                             | União Democrática Nacional (UDN) | 112   | 1º mandato          |
| 14 | Epaminondas Vieira Cunha (?, ?–27.01.2009)                          | Partido Social Democrático (PSD) | 83    | Suplente de Izidoro |

## 1ª Legislatura (1885–1889)
Estes são os vereadores eleitos nas eleições de 28 de dezembro de 1884, assumindo seus cargos em 2 de março de 1885:
|   | Nome                                                                                             | Votos |
| - | ------------------------------------------------------------------------------------------------ | ----- |
| 1 | José Inocêncio da Costa Lima (?, 30.04.1835–?, ??.??.????)                                       | 3     |
| 2 | Tenente-Coronel José Manoel Vilella (Espírito Santo dos Coqueiros, 18.04.1811–Jataí, 15.12.1894) | 3     |
| 3 | José Cândido de Lima Franco                                                                      | 3     |
| 4 | Tenente João Manoel de Carvalho                                                                  | 2     |
| 5 | José Manoel Vilella Júnior (Jataí, 17.07.1847–01.09.1897)                                        | 2     |

## Legenda
| Cor  | Significado          |
| Bege | Presidente da Câmara |
| Azul | Suplente             |